# Монастырь Святой Бригитты (Таллин)
Монасты́рь Свято́й Бирги́тты (эст. Püha Birgitta klooster), также монасты́рь Свято́й Бриги́тты, также монасты́рь Пи́рита (эст. Pirita klooster) — католический женский монастырь в Пирита (северная окраина современного Таллина), принадлежавший ордену Святой Бригитты. Сохранились руины главного храма.

## История
Замысел возведения монастыря Ордена Святой Бригитты принадлежал трём купцам из Ревеля — Хинрику Хуксеру, Герлиху Крузе и Хинрику Свальбергу (H. Swalbart), имевших группу сторонников. Двое монахов ордена в 1407 году прибыли из Швеции в Ревель для содействия продвижению ордена в Эстонии.
Постройку смогли начать лишь в 1417 году. Для строительства Ливонский орден передал в дар участок земли в Пирита, что в 6 км от нынешнего центра Таллина. Руководил строительством Свальберг, он же был и архитектором. По завершении работ церковь была освящена 15 августа 1436 года епископом Ревеля (Heinrich II). Сооружение представляло собой типичную для Средневековья постройку в позднеготическом стиле.
Своеобразие этого женского монастыря заключалось в том, что в нём разрешалось жить и вести богослужения священникам мужского пола. Согласно правилам ордена, монастырская община не превышала 85 человек — 60 сестёр и 25 братьев (13 из которых были священниками, 8 — диаконами).
Комплекс был крупнейшим монастырским сооружением в Ливонии. В народе ходили слухи, что из монастыря были прорыты подземные ходы. В XVII веке поблизости от руин монастыря было устроено кладбище, на котором хоронили местных крестьян.
Монастырь был разрушен в 1575 году в ходе Ливонской войны войсками Ивана Грозного. От комплекса сохранился лишь западный фасад монастырской церкви высотой 35 м, а также фрагменты боковых стен.
В советское время была проведена комплексная реставрация здания методом анастилоза, вокруг снят культурный слой. Подлинные детали, найденные при раскопках, возвращены на свои места. Были расчищены, укреплены и открыты для обозрения основания утраченных стен. Появились посадки мелкого кустарника, закрепляющие каменную кладку и создающие необходимый эффект живописности. По итогам работ создан архитектурно-археологический музей под открытым небом.

## Современность

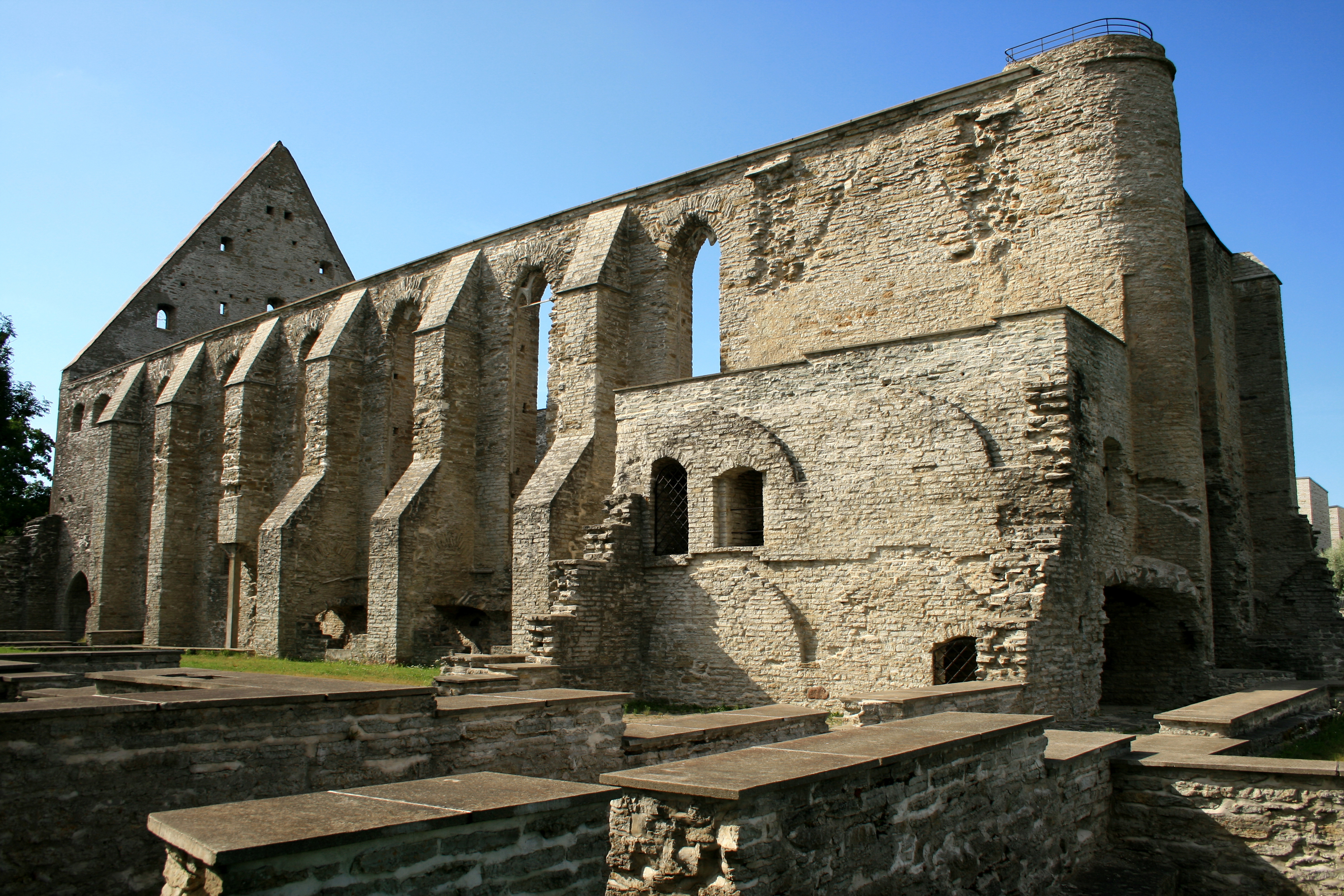

Руины монастыря представляют собой главную достопримечательность Пирита и место для отдыха. Внесены в реестр памятников архитектуры Эстонии. В окружении развалин устраиваются концерты под открытым небом и ежегодно отмечается День монастыря, сопровождающийся проведением ярмарки. На территории комплекса проходят экскурсии.
В 2001 году рядом с руинами монастыря было построено новое монастырское здание из известняка, которое стало домом для монахинь-бригитток. Все строительные и отделочные материалы для новой обители были сделаны в Эстонии. Исключение составляют лишь колокола монастырской церкви, изготовленные в Риме. В настоящее время в обители проживают 8 сестёр, которые приехали сюда из Мексики и Индии. В монастырской церкви богослужения проводятся 4 раза в день. Настоятельница монастыря — матушка Рикарда.

## В кино
- В 1965 году на территории монастыря проходили съёмки художественного фильма «Город мастеров» (киностудия «Беларусьфильм», режиссёр Владимир Бычков)[9].
- Основные эпизоды историко-приключенческого художественного фильма «Последняя реликвия» («Таллинфильм», реж. Г. Кроманов, 1969 г.) разворачиваются в стенах и окрестностях некоего монастыря, декорации которого используют дизайн церкви монастыря Святой Бригитты в Таллине[9].
- Стены монастыря также можно увидеть в фильмах: «Женя, Женечка и „катюша“»[9] (1967), «Вариант „Омега“»[9] (1975),«Проданный смех»[9] (1981), «Вариант „Зомби“» (1985), «Вход в лабиринт»[9] (1989), «Мушкетёры двадцать лет спустя»[9] (1992) и др.